# Acanthinae
Acanthinae, podtribus primogovki, dio tribusa Acantheae, potporodica Acanthoideae. U njega je uključeno 8 rodova.

## Rodovi
1. Crossandra Salisb. (55 spp.)
2. Crossandrella C. B. Clarke (3 spp.)
3. Streptosiphon Mildbr. (1 sp.)
4. Sclerochiton Harv. (17 spp.)
5. Cynarospermum Vollesen (1 sp.)
6. Blepharis Juss. (128 spp.)
7. Acanthopsis Harv. (20 spp.)
8. Acanthus L. (29 spp.)